# Association internationale pour la liberté religieuse
 (juillet 2018).
Ne doit pas être confondu avec Association internationale pour la défense de la liberté religieuse ou Association internationale de la liberté religieuse.
L'Association internationale pour la liberté religieuse, connue en anglais comme International Association for Religious Freedom (IARF) est une association caritative qui œuvre pour la liberté religieuse dans le monde entier. Elle est créée à Boston en 1900, à la suite du Parlement des religions qui s'y tient en 1893, et est le tout premier organisme de dialogue interreligieux.
Plusieurs religions sont représentées à travers elle, incluant l'islam, le christianisme, l'hindouisme, le sikhisme et le shintoïsme. Son siège est à Essex Hall, à Londres. 